# Kasteel van Sourches
Het Kasteel van Sourches (Frans: Château de Sourches) is een kasteel in de Franse gemeente Saint-Symphorien. 
Met de bouw werd begonnen in 1763 naar plannen van architect Gabriel de Lestrade, die een leerling was van koninklijk architect Jacques-Ange Gabriel. Bouwheer was markies Lodewijk II van Montsoreau. De bouw duurde tien jaar en werd opgevolgd door architect Jean-François Pradrel. Bij het begin van de Tweede Wereldoorlog werd een deel van de schilderijen van het Louvre verborgen in de kelders van het kasteel.
Het huidige kasteel heeft zijn voorplein behouden en is omringd door een droge slotgracht. Het kasteel is een beschermd historisch monument sinds 1947.